# Nothing Compares 2 U
Nothing Compares 2 U ist ein Popsong, der 1990 in der Version von Sinéad O’Connor ein internationaler Nummer-eins-Hit wurde. Die Ballade wurde von Prince geschrieben und war bereits 1985 von der von ihm gegründeten Band The Family veröffentlicht worden.

## Entstehung
Prince nahm Nothing Compares 2 U am 15. Juli 1984 in einer Lagerhalle namens Flying Cloud Drive Warehouse in Eden Prairie in Minnesota auf. Er spielte alle Instrumente selbst ein und Toningenieure waren David Rivkin (* 1953), der auch unter dem Pseudonym David Z. bekannt ist, und Susan Rogers (* 1956), mit denen er in den 1980er Jahren öfter zusammenarbeitete. Prince gab den Song aber an The Family weiter, eine von ihm gegründete Band, die sich Ende 1985 bereits wieder auflöste. Nothing Compares 2 U fand bis zur Veröffentlichung von der Coverversion durch Sinéad O’Connor im Jahr 1990 keine größere Beachtung.

## Musik und Text

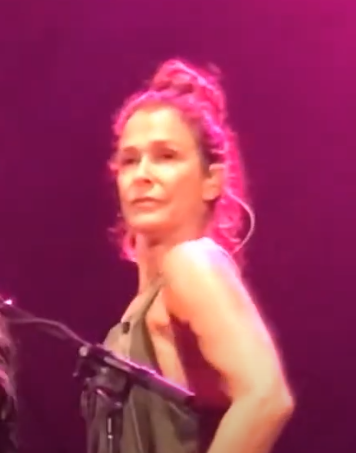
Susannah Melvoin, 2020

Nothing Compares 2 U  ist eine Ballade aus dem Genre Popmusik. Beim Liedtext konzentrierte sich Prince ausschließlich auf das Gefühl von Liebeskummer, anstatt eine detaillierte Geschichte über eine bestimmte Trennung zu schildern. Der Protagonist im Song bedauert zwar die Trennung von seiner Freundin, liefert aber keine Erklärung, weswegen sie ihn verlassen hat und warum nichts „vergleichbar mit“ ihr ist.
Wer Prince zum Liedtext inspirierte, hat er öffentlich niemals bekanntgegeben. Seine damalige Toningenieurin Susan Rogers vertritt die Meinung, er sei von seiner Haushälterin Sandra Marie Scipioni (* 17. November 1959; † 23. Mai 2015) beeinflusst worden. Scipioni hatte sich ab 1980 um Prince’ Haus und Garten gekümmert, kündigte aber Anfang Juli 1984 abrupt das Arbeitsverhältnis, weil ihr Vater unerwartet an einem Herzinfarkt gestorben war und sie bei ihrer Familie sein wollte. Anschließend habe Prince Susan Rogers des Öfteren gefragt, ob und wann Scipioni zurückkomme.
Jerome Benton (* 1962), ehemaliges Mitglied von der von Prince gegründeten Band The Time, schildert eine andere Version. Er selbst sei Anfang der 1980er Jahre verlobt gewesen und wollte eine Frau aus Los Angeles heiraten, die aber darauf bestand, er solle seine Musikkarriere aufgeben. Die beiden trennten sich schließlich, worauf Benton sehr verletzt gewesen und mit all seinen Problemen zu Prince gegangen sei; dieser habe daraufhin Nothing Compares 2 U über Bentons Gefühle geschrieben.
Im Jahr 2011 wurde Susannah Melvoin, Zwillingsschwester von Wendy Melvoin, in einem Interview gefragt, ob Prince Nothing Compares 2 U für sie verfasst habe, was sie zögerlich mit „Vielleicht … ja“ beantwortete. Aber er habe niemals gesagt: „Baby, ich habe diesen Song für dich geschrieben“, sagte sie lachend. Melvoin war 1984 Prince’ Freundin und von August 1985 bis April 1986 auch mit ihm verlobt.

## Veröffentlichungen

### Version von The Family (1985)
Nothing Compares 2 U wurde erstmals am 19. August 1985 auf dem Album The Family der gleichnamigen Band bei dem Musiklabel Warner Bros. Records / Paisley Park veröffentlicht. Der Song ist 4:31 Minuten lang und wurde nicht als Single ausgekoppelt. Sänger ist der wie Prince aus Minneapolis stammende Paul Peterson (* 1964).

### Version von Sinéad O’Connor (1990)

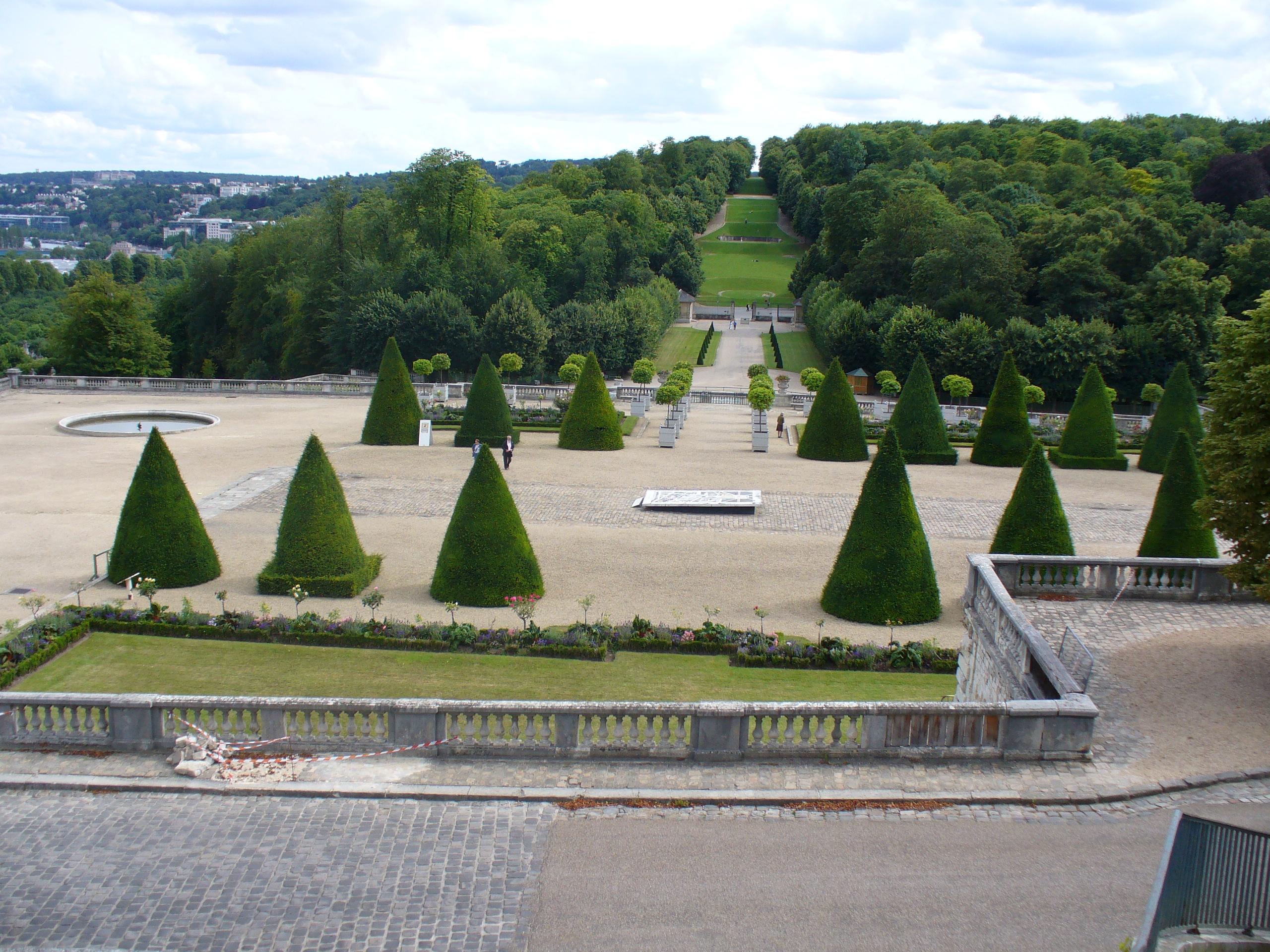
Der Parc de Saint-Cloud, in dem das Musikvideo gedreht worden ist

Die Coverversion der irischen Sängerin Sinéad O’Connor wurde am 8. Januar 1990 als Vorabsingle ihres im März 1990 veröffentlichten Albums I Do Not Want What I Haven’t Got auf dem Label Chrysalis Records ausgekoppelt. Die Single mit der B-Seite Jump in the River wurde von O’Connor und Nellee Hooper produziert und ein internationaler Nummer-eins-Hit. Mit ihren Nachfolgesingles konnte die Sängerin aber nicht mehr an den Erfolg von Nothing Compares 2 U anknüpfen.
Das von John Maybury inszenierte Musikvideo besteht größtenteils aus Nahaufnahmen von O’Connors Gesicht, während sie beim Singen Phasen der Traurigkeit und Wut durchläuft. Der Rest zeigt sie beim Spaziergang durch den Parc de Saint-Cloud westlich von Paris mit Nahaufnahmen einiger Statuen. Gegen Ende des Videos rollen zwei Tränen über ihr Gesicht.

### Version von Prince (1993)
Erst nachdem Sinéad O’Connor einen Welterfolg mit ihrer Coverversion erzielt hatte, veröffentlichte Prince eine eigene Version des Stücks. Am 27. Januar 1992 gab er ein Konzert für geladene Gäste in seinem Paisley Park Studio in Chanhassen, wo er im Duett mit der Sängerin Rosie Gaines den Song sang. Diese Liveaufnahme wurde im September 1993 auf Prince’ Greatest-Hits-Kompilation The Hits 1 und The Hits/The B-Sides des Labels Warner Bros. Records / Paisley Park Records veröffentlicht. Seine Version ist 4:57 Minuten lang und wurde lediglich als Promo-Single ausgekoppelt. Außerdem ist der Song auf der Prince-Kompilation 4Ever (2016) erschienen.

### Version von Prince (2018)
Am 19. April 2018 veröffentlichte Warner Bros. Records postum erstmals die Original-Studio-Version von Prince’ Aufnahme von Nothing Compares 2 U aus dem Jahr 1984 bei verschiedenen Musikstreaming-Anbietern und YouTube. Zudem wurde die Version im Juni 2019 auch auf dem Album Originals platziert. Außerdem wurde ein Musikvideo zum Song produziert, das Prince bei Proben vom Sommer 1984 zeigt. Ende Juni 2021 wurde der von Prince handgeschriebene Songtext bei einer Auktion in Boston für 150.986 US-Dollar versteigert.

## Kommerzieller Erfolg

### Chartplatzierungen
Die Coverversion von Sinéad O’Connor erzielte folgende Platzierungen:
| ChartsChartplatzierungen       | Höchstplatzierung | Wochen |
| ------------------------------ | ----------------- | ------ |
| Deutschland (GfK)              | 1 (32 Wo.)        | 32     |
| Österreich (Ö3)                | 1 (21 Wo.)        | 21     |
| Schweiz (IFPI)                 | 1 (31 Wo.)        | 31     |
| Vereinigte Staaten (Billboard) | 1 (21 Wo.)        | 21     |
| Vereinigtes Königreich (OCC)   | 1 (22 Wo.)        | 22     |

| ChartsJahrescharts (1990)      | Platzierung |
| ------------------------------ | ----------- |
| Deutschland (GfK)              | 2           |
| Österreich (Ö3)                | 2           |
| Schweiz (IFPI)                 | 6           |
| Vereinigte Staaten (Billboard) | 3           |
| Vereinigtes Königreich (OCC)   | 2           |

### Auszeichnungen für Musikverkäufe
| Land/Region                  | Auszeichnungen für Musikverkäufe (Land/Region, Auszeichnung, Verkäufe) | Verkäufe  |
| ---------------------------- | ---------------------------------------------------------------------- | --------- |
| Australien (ARIA)            | 2× Platin                                                              | 140.000   |
| Dänemark (IFPI)              | Platin                                                                 | 90.000    |
| Deutschland (BVMI)           | Gold                                                                   | 250.000   |
| Italien (FIMI)               | Gold                                                                   | 35.000    |
| Neuseeland (RMNZ)            | 2× Platin                                                              | 60.000    |
| Österreich (IFPI)            | Platin                                                                 | 50.000    |
| Schweden (IFPI)              | Gold                                                                   | 25.000    |
| Spanien (Promusicae)         | Platin                                                                 | 60.000    |
| Vereinigte Staaten (RIAA)    | Platin                                                                 | 1.000.000 |
| Vereinigtes Königreich (BPI) | Platin                                                                 | 600.000   |
| Insgesamt                    | 3× Gold · 9× Platin ·                                                  | 2.310.000 |

Hauptartikel: Prince/Auszeichnungen für Musikverkäufe

## Preise

### ASCAPPop Awards
- 1991: Komponist für den Song Nothing Compares 2 U (Composer of the Song Nothing Compares 2 U): Prince[28]

### Grammy Awards
Nothing Compares 2 U wurde im Laufe der Jahre mehrfach bei den Grammy Awards nominiert, gewann bisher aber in keiner Kategorie. 1991 wurde Prince in der Kategorie „Grammy Award for Song of the Year“ nominiert, Sinéad O’Connor in den drei Kategorien „Record of the Year“, „Best Pop Vocal Performance, Female“ und „Best Music Video – Short Form“. Bei den Grammy Awards 2022 wurde die Version von Chris Cornell in der Kategorie „Best Rock Performance“ nominiert, gewann aber ebenfalls nicht.

### Rolling Stone(US-Ausgabe)
- 2021: Die 500 besten Songs aller Zeiten:[29]

Platz 184: Nothing Compares 2 U (in der Version von Sinéad O’Connor)

## Weitere Coverversionen (Auswahl)
Nothing Compares 2 U wurde von diversen Musikern unterschiedlicher Genres veröffentlicht.
- 1990: Chyp-Notic (DE #16, AT #9)
- 1990: MXM (DE #26)
- 1991: Big Daddy & Rockin’ Combo
- 1992: Anthony Ventura
- 1995: Royal Philharmonic Orchestra
- 1996: Vicki Vomit
- 1996: Dune & The London Session Orchestra (AT #36)
- 1998: Jimmy Scott
- 1998: The Ukrainians
- 2000: Gunvor Guggisberg
- 2002: Stereophonics
- 2002: Wiener Sängerknaben
- 2003: Me First and the Gimme Gimmes
- 2004: Kisha (Version heißt Keine isch wie du)
- 2004: Mario Pacchioli
- 2005: Shiny Toy Guns
- 2006: Texas Lightning
- 2007: All Angels
- 2007: Natalie Gauci
- 2008: Northern Kings
- 2008: Young@Heart
- 2010: Alex Conti
- 2013: Chapeau Claque
- 2013: Capital Cities
- 2014: Aretha Franklin
- 2014: Glennis Grace
- 2014: Manfred Mann
- 2016: Chris Cornell
- 2017: Dixie Chicks
- 2017: Nikka Costa
- 2018: Anna of the North
- 2018: ONAIR
- 2020: Lissie
- 2021: The Phunkguerilla & Cosmo Klein
- 2023: Alex Christensen & The Berlin Orchestra feat. Seven